# Ajnuna
Ajnuna (arab. ‏عينونة‎, ʿAjnūna) – miejscowość w Arabii Saudyjskiej, w prowincji Tabuk. Położona jest ok. 5 kilometrów od wybrzeża Morza Czerwonego, u ujścia Zatoki Akaba. Większość badaczy identyfikuje odkryte tu pozostałości archeologiczne z nabatejskim portem Leuke Kome, o którym pisał m.in. Strabon. Port ten był częścią szlaku handlowego, szacuje się, że przejście karawany wielbłądów z Akaby do Petry mogło zajmować ok. 8-9 dni.

## Badania archeologiczne

### Saudyjsko–Polska Misja Archeologiczna
Ekspedycja archeologiczna Centrum Archeologii Śródziemnomorskiej UW oraz Saudi Commission for Tourism and National Heritage (SCTA) prowadzi badania na stanowisku w Ajnunie od 2014 roku. Kierują nią prof. Michał Gawlikowski (CAŚ UW) oraz dr Abdullah al-Zahrani. Stanowisko położone jest na brzegu koryta wyschniętej rzeki o tej samej nazwie (Wadi Ajnuna). Badania obejmują kompleks budynków związanych z faktorią handlową, które datowane są na okres od na czasów rzymskich (I w. n.e.) po epokę wczesnoislamską (VIII w. n.e.). Na pozostałym obszarze stanowiska przeprowadzono badania powierzchniowe. Antyczny port został zabudowany przez współczesną miejscowość Al-Churajba, badana przez saudyjsko-polską ekspedycję faktoria handlowa położona jest ok. 3 km dalej. Na płaskowyżu przeciętym przez Wadi Ajnuna znajdują się pozostałości ufortyfikowanej osady. Zarówno pozostałości architektury, jak i drobne zabytki reprezentują ciekawy przykład kultury lokalnej funkcjonującej w szerokim kontekście międzynarodowych kontaktów handlowych.